# Jonathan Belcher

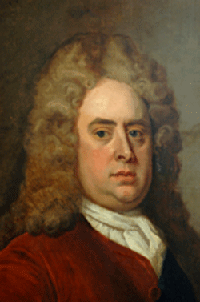
Jonathan Belcher, Porträt von James I. Vaughan

Jonathan Belcher (* 8. Januarjul. / 18. Januar 1682greg. in Cambridge, Massachusetts Bay Colony; † 31. August 1757 in Elizabethtown, Province of New Jersey) war ein Kaufmann, Geschäftsmann und Politiker der Province of Massachusetts Bay während der amerikanischen Kolonialzeit. Belcher diente gleichzeitig für mehr als ein Jahrzehnt als Kolonialgouverneur der britischen New Hampshire Colony von 1729 bis 1741 und von 1730 bis 1741 der Province of Massachusetts Bay. Später war er von 1747 bis 1757 zehn Jahre Gouverneur der Province of New Jersey.
Belcher wurde in eine wohlhabende Kaufmannsfamilie aus Massachusetts geboren. Er besuchte das Harvard College und trat dann in die Unternehmung der Familie ein. Gleichzeitig war er in der lokalen Politik aktiv. Er war maßgeblich an der Förderung Samuel Shutes als Gouverneur von Massachusetts im Jahre 1715 beteiligt und hatte einen Sitz im Colony’s Council, aber er entzweite sich im Laufe der Zeit mit Shute und wurde schließlich Mitglied der populistischen Strömung um Elisha Cooke. Nach dem plötzlichen Tode von Gouverneur William Burnet im Jahr 1729 übernahm Belcher erfolgreich den Gouverneursposten von Massachusetts und New Hampshire. Während seiner Amtszeit marginalisierte Belcher politisch jene, die er als Opposition empfand und machte sich damit viele mächtige Feinde in beiden Provinzen. In einem lang anhaltenden Grenzkonflikt zwischen Massachusetts und New Hampshire bevorzugte Belcher die Interessen Massachusetts einseitig, entgegen der von ihm offen verkündeten Neutralität in dieser Angelegenheit. Später wurde entdeckt, dass er politischen Verbündeten illegalen Holzeinschlag auf Kronländern erlaubte. Seine Gegner, angeführt durch William Shirley und Samuel Waldo, überzeugten schließlich das Board of Trade, Belcher abzusetzen, er wurde durch Shirley in Massachusetts und Benning Wentworth in New Hampshire ersetzt. Die Grenzstreitigkeiten wurden zugunsten New Hampshires entschieden.
Belcher wurde im Jahr 1747 zum Gouverneur von New Jersey mit Unterstützung der Quäker-Gemeinde ernannt. Er versuchte erfolglos, die Konflikte zwischen den Quäkern New Jerseys und den Großgrundbesitzern zu schlichten und förderte die Gründung des Colleges of New Jersey, heute Princeton University. Während der längsten Zeit seiner Amtszeit als königlicher Gouverneur litt Belcher an einer fortschreitenden Nervenkrankheit und starb im Jahr 1757 im Amt. Belchertown, Massachusetts wurde nach ihm benannt.

## Leben

### Jugend und Ausbildung
Jonathan Belcher wurde in Cambridge, Province of Massachusetts Bay, am 8. Januar 1681/2 geboren.
Belcher war das fünfte von sieben Kindern. Sein Vater Andrew war ein Abenteurer und Geschäftsmann und seine Mutter Sarah Gilbert Belcher, war die Tochter eines politisch gut vernetzten Kaufmanns und Indianerhändlers der Colony of Connecticut. Seine Mutter starb, als er sieben Jahre alt war und sein Vater schickte ihn zu Verwandten, während er das Handelsgeschäft vergrößerte. Andrew Belcher war ein sehr erfolgreicher Händler, auch wenn einige seiner Geschäfte gegen die Navigationsakten verstießen und einige Geschäfte angeblich mit Piraten durchgeführt wurden. Durch diese Geschäfte wurde er zu einem der reichsten Männer in Massachusetts in den 1680er und 1690er Jahren. Um den sozialen Status der Familie zu betonen, wurde der Sohn im Jahr 1691 auf die Boston Latin School geschickt, danach besuchte er im Jahr 1695 das Harvard College. Dort wurde Belcher als zweiter gelistet, die Reihenfolge der Listung gab einen Hinweis auf die Wichtigkeit einer Familie. Als Erster wurde Jeremia Dummer gelistet. Belcher und Dummer verfolgten beide eine politische Karriere in der Provinz, manchmal als Verbündete, teilweise auch als Gegner. Belchers fünf Schwestern wurden alle in politisch oder wirtschaftlich prominente Familien verheiratet, so wurden wichtige Verbindungen geschmiedet, die die Karriere Belchers später förderten.
Im Januar des Jahres 1705 heiratete Belcher Mary Partridge, Tochter des ehemaligen Vizegouverneurs der Province of New Hampshire William Partridge, eines gelegentlichen Geschäftspartners seines Vaters.  Das Paar hatte drei Kinder, (Andrew, Sarah, und Jonathan). Mary Belcher starb im Jahr 1736.

### Agent im Handelsimperium seines Vaters

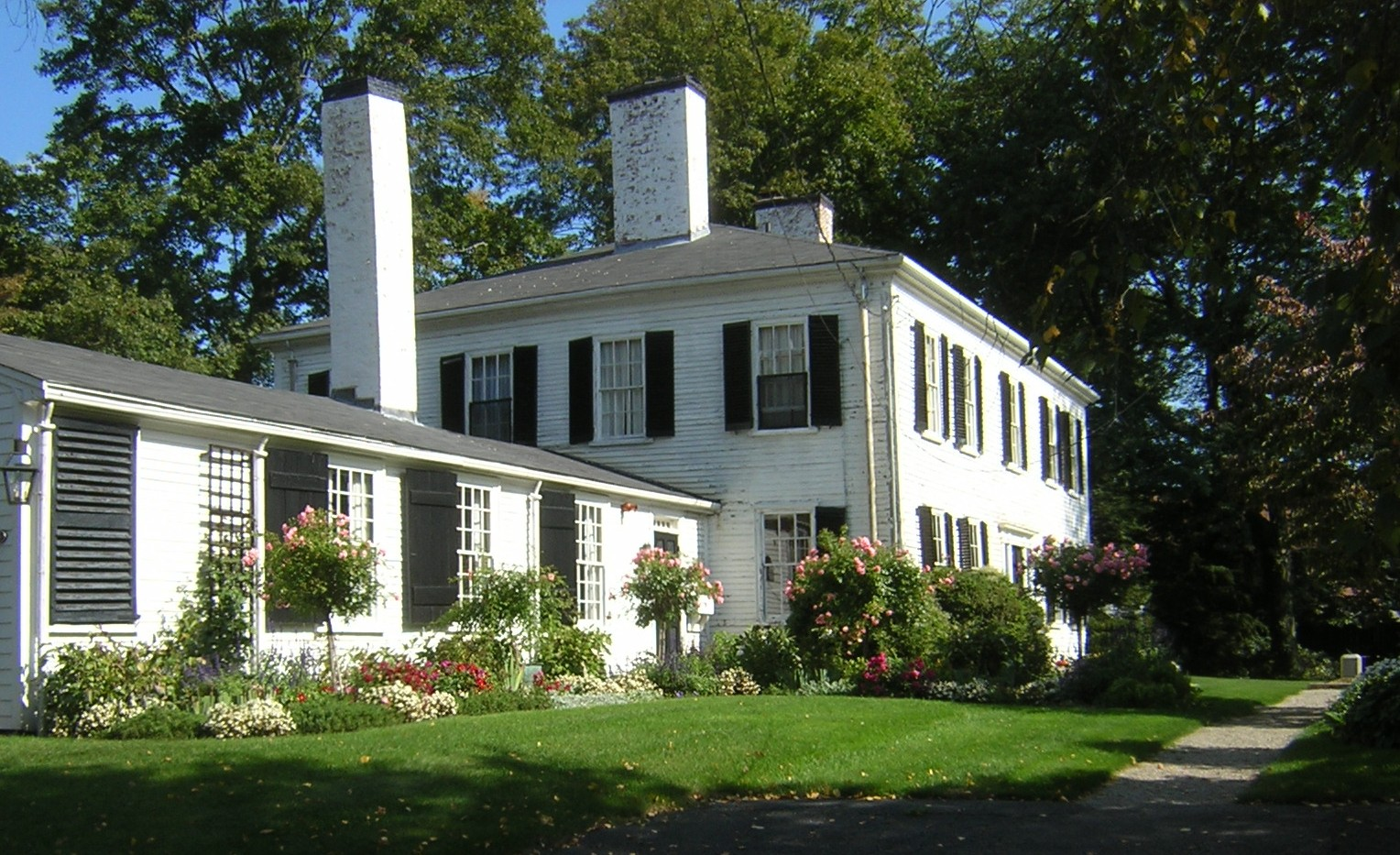
Belchers Sommerhaus in Milton

Belcher machte im Alter von 17 Jahren seinen Abschluss in Harvard. Danach trat er in das Geschäft des Vaters ein. Das Handelsimperium, welches sein Vater aufgebaut hatte, umfasste Handel von den Westindischen Inseln nach Europa und enthielt Aktien oder Eigentumsrechte an mehr als 15 Schiffen. Im Frühjahr 1704 wurde er von seinem Vater nach London geschickt, um eigene Geschäftskontakte aufzubauen und sich militärische Versorgungsverträge zu sichern. Nachdem er diese Geschäftskontakte auf Grundlage von Briefen seines Vaters geknüpft hatte, reiste Belcher weiter in die Vereinigten Niederlande, um dort Kontakte mit holländischen Kaufleuten zu knüpfen und eine Tour durch Westeuropa zu starten. Nach Besuchen in Rotterdam und Amsterdam reiste er nach Hannover, wo er von Kurfürstin Sophie von Hannover empfangen wurde und den späteren König von Großbritannien Georg I. Ludwig kennenlernte. Nachdem er den Gerichtshof des Königreichs Preußen in Berlin angerufen hatte, kehrte er nach Neu England zurück. Nach diesen Reisen, bei denen er eine Vielzahl von religiösen Praktiken kennengelernt hatte, kehrte er zum Calvinistisch geprägten Kongregationalismus Neu Englands zurück. Er vertrat diesen Glauben während seines gesamten Lebens.
Während der Jahre des Spanischen Erbfolgekrieges, welche in Nordamerika auch bekannt wurde als der Queen Anne’s War von 1702 bis 1713, wurde Belchers Vater als wichtiger Anbieter der Provinzmiliz beibehalten und diente als allgemeiner Kommissar der Provinz. Belcher war am Management der Aktivitäten des Handelsgeschäfts der Familie beteiligt. Im Jahr 1708 reiste er erneut nach London, wo er einen Großauftrag mit der Admiralität abschloss. Der Kriegseinsatz verursachte wirtschaftliche Umwälzungen in Massachusetts und die Belchers, die Getreide und andere Vorräte für militärische Zwecke gehortet hatten, wurden zu einem Zielpunkt für die Unzufriedenheit der Bevölkerung, als es zur Nahrungsmittelknappheit gegen Ende des Krieges kam. Das Lagerhaus der Familie wurde zum Angriffsziel bei den Unruhen in Boston und Belcher wurde bei einem Überfall vom Mob geschlagen.

### Eigene Geschäftstätigkeit
Zu Belchers Handelstätigkeit gehörte auch der gelegentliche Handel mit Sklaven. Es ist bekannt, dass er Sklaven besessen hat, diese bekam er von seinem Freund Isaac Royall. Er präsentierte der Kurfürstin Sophie bei seinem zweiten Besuch in Hannover im Jahre 1708 einen versklavten Indianer. Dennoch äußerte er eine Abneigung gegen die Sklaverei, wie aus einem Schreiben im Jahre 1739 hervorgeht: „Wir haben aber nur wenige in dieser Gegend, und ich wünschte, es gäbe weniger.“
Neben dem kaufmännischen Handel, hatte die Familie Belcher umfangreichen Landbesitz in New England. Aufgrund von Fehlern bei den frühen Grenzziehungen zwischen Massachusetts und dem benachbarten Connecticut gab Massachusetts in den frühen 1700er Jahren Land in dem zentralen Teil der Provinz nach Connecticut als Ausgleich für die Erhebungsfehler, die zu Gunsten Massachusetts waren. Als Connecticut dieses Land im Jahr 1716 versteigerte, war Belcher einer der Käufer. Die Ländereien, die dazugehörten, wurden schließlich eine eigene Town, Belchertown.
Belcher erbte Land von seinem Vater, welches sich in dem Gebiet des heutigen Wallingford und Meriden, Connecticut befand. Er gab einen größeren finanziellen Betrag bei dem Versuch, dort profitabel Metallerze, insbesondere Kupfer abzubauen, aus. Im Jahr 1714 erweiterte er seine Geschäftstätigkeiten im Bergbau, mit der Beteiligung an einer Mine in Simsbury, dem heutigen East Granby, Connecticut. Ein Bericht spricht im Jahr 1735 von einer Investitionssumme in Höhe von £ 15.000 für diese Unternehmungen. Jedoch schlugen diese Bemühungen fehl, da es zu dieser Zeit gegen die britischen Gesetze war, in den Kolonien Kupfer zu schmelzen, um die Kosten der Verschiffung nach England zu umgehen. Er ließ das Kupfer schließlich illegal schmelzen. The Simsbury Site, später Old Newgate Prison, wurde durch den Staat als Gefängnis genutzt und ist heute ein National Historic Landmark.
Mit der Krönung von König Georg I. im Jahre 1714, schickte Andrew Belcher Jonathan erneut nach London, um zu versuchen, die bestehende Verbindung zum neuen König zu nutzen. Während dieser Reise engagierte sich Belcher bei der Rekrutierung für seinen Besitz in Connecticut. Neben der Einstellung eines erfahrenen Metall-Veredlers in England, rekrutierte er auch deutsche Bergleute. In Folge der Anwesenheit der deutschen Bergleute wurde die Gegend in der Nähe der Simsbury Mine als „Hanover“ bekannt. Belchers erster Besuch in Hannover führte ihn auch in den Harz.

## Agent und Rat

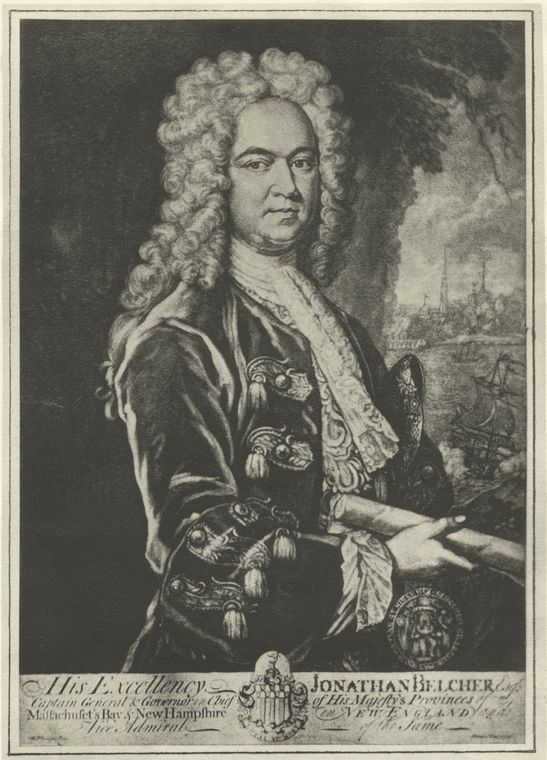
Belcher gab den Auftrag zu diesem gravierten Porträt, als er zum Gouverneur der Massachusetts und New Hampshire Kolonien ernannt wurde.

Colonel Elizeus Burges wurde durch den König zum Gouverneur der Province of Massachusetts Bay und der Province of New Hampshire ernannt. Belcher, zusammen mit seinem Landsmann Jeremiah Dummer, beide Gegner einer Landesbank, welche jedoch durch Burges unterstützt wurde, bestachen ihn mit £ 1000, damit er von diesem Amt zurücktrat, bevor er England verließ. Dummer und Belcher unterstützten anschließend Samuel Shute als Alternative zu Burges, da sie dachten, dass er in Neuengland einen guten Start haben würde, da er neben anderen Eigenschaften aus einer angesehenen Dissenter-Familie stammte. Sie informierten Shute auch über die politische Lage in der Provinz, nachdem er zum Gouverneur ernannt wurde.  Shute erreichte Boston am 4. Oktober 1716, wo er eine schwierige und umstrittene Amtszeit begann. Er signalisierte seine Parteinahme mit der ersten Wohnsitznahme bei Paul Dudley, Sohn des letzten Gouverneurs Joseph Dudley und ebenfalls einem Gegner der Landesbank, mehr als mit seiner Tätigkeit als amtierender Gouverneur nach William Tailer.
Belcher wurde im Jahr 1718 in den Governor's Council von Massachusetts berufen. Während Shutes Amtszeit wurde Belcher als Teil der politischen Fraktion gesehen, die generell den Gouverneur unterstützte.
Er wer mehrfach im und außerhalb des Councils, blockiert durch die Anstrengungen des populistischen Anführers Elisha Cooke. Dieser Kampf setzte sich fort, nachdem Shute die Provinz Ende 1722 verließ, um seine Differenzen mit der Versammlung strafrechtlich durch den Privy Council in London verfolgen zu lassen. Belcher jedoch wurde zunehmend unglücklicher darüber, dass Paul Dudleys Einfluss während der Regierungszeit von William Dummer, dem Schwager von Dudley, zunahm.
Als William Burnet im Jahr 1728 als neuer Gouverneur ankam, wurde Belcher überraschend zum Moderator der Stadtversammlung von Boston gewählt, eine Wahl die offenbar durch Cooke geplant war. In Burnets Streit mit der Assembly über sein Gehalt, welches das von Shute übertraf, blockierte Burnet mit seiner Verbitterung seine kurze Amtszeit, Cooke und Belcher machten in diesem Punkt gemeinsame Sache.
Belcher wurde von der Assembly als Agent für London gewählt, um die koloniale Position zu erläutern, dies auf Gehalt des Gouverneurs. Cooke trug dazu bei, die für die Reise notwendigen Mittel bereitzustellen.

## Gouverneur von Massachusetts und New Hampshire
Während sich Belcher im Jahr 1729 in London befindet, erreicht die Nachricht, dass Gouverneur Burnett eines plötzlichen Todes gestorben ist, die Krone. Belcher setzte sich ein und wurde zum Gouverneur von Massachusetts und der Provinz New Hampshire ernannt. Dies erfolgte teilweise durch Umgehung des Board of Trade mittels direkter Ansprache der höheren Ministerebene der Regierung. Das brachte ihm die Feindschaft des mächtigen Vorstandssekretärs Martin Bladen ein, der sich gegen die Ernennung aussprach.
Während der langen Amtszeit Belchers, sie ging von 1730 bis 1741, eine der längeren Amtszeiten eines Kolonialgouverneurs von Massachusetts, argumentierte er gegenüber den Politikern der Kolonie, dass er in ihrem Interesse handeln würde, während er auch daran arbeitete, die Londoner Kolonialverwalter zu überzeugen, dass er ihre Politik umsetzen würde. Der Historiker William Pencak schreibt, dass in der Folge „Beim Versuch, in gutem Einvernehmen mit der Provinz und der Verwaltung er den Respekt beider verloren habe“.

### Massachusetts

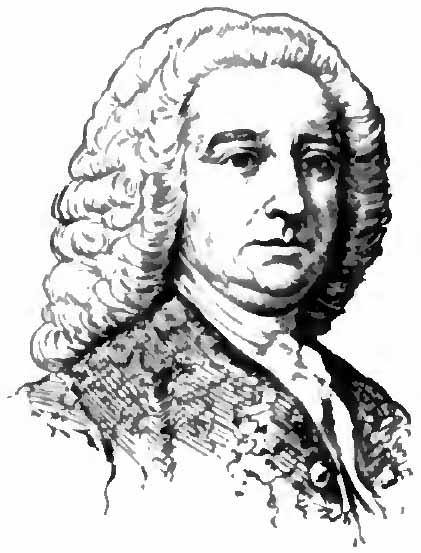
Obwohl von Belcher mit Gleichgültigkeit beachtet, erreichte William Shirley politische Bedeutung und Macht, die er später einsetzte, um Belchers Amtsenthebung im Jahr 1741 zu erreichen.

Noch während er in London war, arrangierte Belcher die Ersetzung des Vizegouverneurs Dummer durch William Tailer, dessen Ernennung auf diesen Posten er im Jahre 1715 ironischerweise verhindert hatte, indem er sich für Dummers Ernennung einsetzte, und empfahl, dass Jeremiah Dummer, mit welchem seine Beziehung ernsthaft belastet war, als Kolonialagent entlassen wurde.  Er wurde bei seiner Ankunft im Jahr 1731 gut in Massachusetts empfangen, begann jedoch sofort, Gegner und deren Unterstützer aus Positionen, über die er die Kontrolle hatte, zu entfernen. Dieses machte sofort alle darauf aufmerksam, dass er Patronage als politische Waffe nutzen würde.
Eine frühe Handlung Belchers zielte auf die Verteidigung der Staatsreligion. Als glühender Kongregationalist, dies war die etablierte Glaubensrichtung in Massachusetts, empfand er die Versuche der Anhänger der Church of England als gefährlich, insbesondere den Versuch eine Freistellungen von den Kirchensteuern zu erreichen.
Er war bereit, eine solche Befreiung für die relativ geringe Anzahl der Quäker zu gewähren, aber er weigerte sich, diese für die zahlreichen und politisch gut vernetzten Anglikaner zu gewähren, bis im Jahre 1735 deutlich wurde, dass er dazu aufgefordert werden würde. Seine Unterstützung der Quäker Bewegung brachte ihm eine starke Unterstützerbasis in der Gemeinschaft der Quäker in London. Im Jahr 1735 saß Belcher einem Treffen in Deerfield, Massachusetts vor, bei dem die Mahican dem Kontakt mit kongregationalistischen Missionaren zustimmten und die Errichtung eines Missionshauses genehmigten. Das Mission House wurde im Jahr 1742 errichtet und gemäß dieser Vereinbarung steht es dort noch heute. Inzwischen ist es ein National Historic Landmark.
Belcher versuchte auch, die Geschäftsbedingungen in Boston zu verbessern. Während seiner Reisen nach Europa hatte er Gelegenheit, sich die vergleichsweise geordneten Märkte in den niederländischen und deutschen Städten anzusehen. Was er dort gelernt hatte, nutzte er, um die zuvor chaotischen Märkte in Boston zu reformieren. Seinen positiven Gefühle gegenüber Hannover veranlasste ihn zur Benennung der Hanover Street in Boston.

### New Hampshire

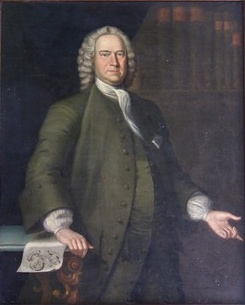
Richard Waldron ein Verwandter Belchers war dessen rechte Hand bei der Verwaltung der Provinz von New Hampshire.

Belchers Amtszeit in New Hampshire startete freundlich, wurde jedoch schnell verbittert. Er erkannte, dass Vizegouverneur John Wentworth seine Unterstützung Samuel Shute angeboten hatte, als das Gouverneursamt zur Verfügung stand und folglich suchte er am gesamten Wentworth-Clan Vergeltung. Er übernahm als Verbündeten und Vertrauten Richard Waldron, einen erbitterten Gegner der Wentworths und durch Heirat verwandt mit Belcher. Da John Wentworth während seiner langen Amtszeit als Vizegouverneur eine große Machtbasis sowohl bei Landbesitzern als auch bei den Kaufleuten der Provinz aufgebaut hatte, brachte ihm diese Haltung viele mächtige Feinde. Der Biograf Michael Batinski theoretisiert, dass Waldrons Einfluss dazu führte, dass Belcher viele Wentworths und ihre Verbündeten aus patronierten Positionen entfernte. Die Machtbasis der Wentworth war generell über den Umstand unglücklich, dass New Hampshire durch den gemeinsamen Gouverneur an Massachusetts gebunden war und viele ärgerten sich über die Tatsache, dass ein Mann aus Massachusetts diese Position besetzte.
Wegen dieses Einflusses war die New Hampshire Assembly feindlich gegenüber Belcher gestimmt und seine Gegner konnten das Board of Trade überzeugen, einige von ihnen in das Provincial Council auch gegen Belchers Einwände zu ernennen. Belcher machte wiederholte erfolglose Versuche, sympathischere Assemblies zu erhalten, er forderte zehn Mal während seiner Amtszeit zu Wahlen auf. Der unnachgiebige Gesetzgeber weigerte sich jedoch, entsprechend seiner Vorschläge, Rechtsvorschriften zu erlassen.
Belcher wurde entmutigt, als David Dunbar zum Vizegouverneur von New Hampshire nach dem Tode von John Wentworth im Dezember 1730 ernannt wurde. Dunbar befreundet mit den Wentworth, war gleichzeitig Begutachter des Königs, verantwortlich für die Identifizierung von Bäumen, die für die Verwendung als Schiffsmasten geeignet wären. Zugleich hatte er zu gewährleisten, das kein illegaler Holzeinschlag an den nicht ausgerufenen Ländereien, die sich im kompletten Norden New Englands befanden, stattfand. Diese Arbeit stand im Gegensatz zu einer erheblichen Anzahl von Belchers Anhängern, der auf jenen Ländern am illegalen Holzeinschlag beteiligt waren. Dieses Verhalten wurde auch explizit vom Gouverneur geduldet. Belcher unternahm alle möglichen Schritte, um sicherzustellen, dass Dunbar keine wesentlichen Befugnisse erhielt, und weigerte sich, ihn in das Council einzusetzen, er reiste oft von Boston nach Portsmouth, um seine Autorität persönlich ausüben. Die beiden Männer mochten einander nicht und Dunbar suchte in London Unterstützer, um Belchers Ablösung nicht lange nach seiner Ernennung im Jahre 1731 durchzusetzen. Der illegale Holzeinschlag durch Belchers Verbündete erregte schließlich die Aufmerksamkeit von William Shirley dem Kronanwalt des Provinzadmiralitätsgerichts, dessen Patron der mächtige Duke of Newcastle war.

### Grenzstreitigkeiten
Belcher war nicht bereit, die langjährigen Grenzstreitigkeiten zwischen New Hampshire und Massachusetts zu lösen. Das umstrittene Gebiet umfasste Gegenden westlich des Merrimack Rivers an seinem großen Bogen in der Nähe des heutigen Chelmsford, Massachusetts bis zum heutigen Concord, New Hampshire. Konkurrierende Berechtigte aus den beiden Provinzen, gemäß der Ausrufe der 1730er Jahre verursachten eine zunehmend angespannte Lage mit rechtlichen Schritte und kleinen Gewalttaten gegeneinander. Trotz der Behauptungen, dass er neutral in der Sache war, inszenierte Belcher Umstände, welche die Ansiedlung auf Ländereien nördlich und westlich des Merrimack Rivers durch Siedler aus Massachusetts bevorzugte. Der Streit erreichte schließlich die höchsten Ebenen der Regierung und die Gerichte in England. Die Kräfte, die sich in New Hampshire für die Trennung von Massachusetts einsetzten, fanden einen Sprecher in John Thomlinson, einem Londoner Kaufmann mit Interessen im Holzeinschlag, diese überzeugten im Jahr 1737 das Board of Trade, eine Kommission einzurichten, die sich mit den Fragen der Grenzziehung beschäftigte. Trotz der Versuche Belchers bei Gesetzgebungsverfahren zum Vorteil von Massachusetts zu handeln, zum Beispiel, dass die Assembly New Hampshires nur einen Tag Zeit hatte, einen Fall der Auseinandersetzung vorzubereiten, während die von Massachusetts einige Monate hatte, fiel die endgültige Entscheidung über die Grenzen im Jahre 1739 deutlich zugunsten New Hampshires aus.

### Vereinigte Opposition

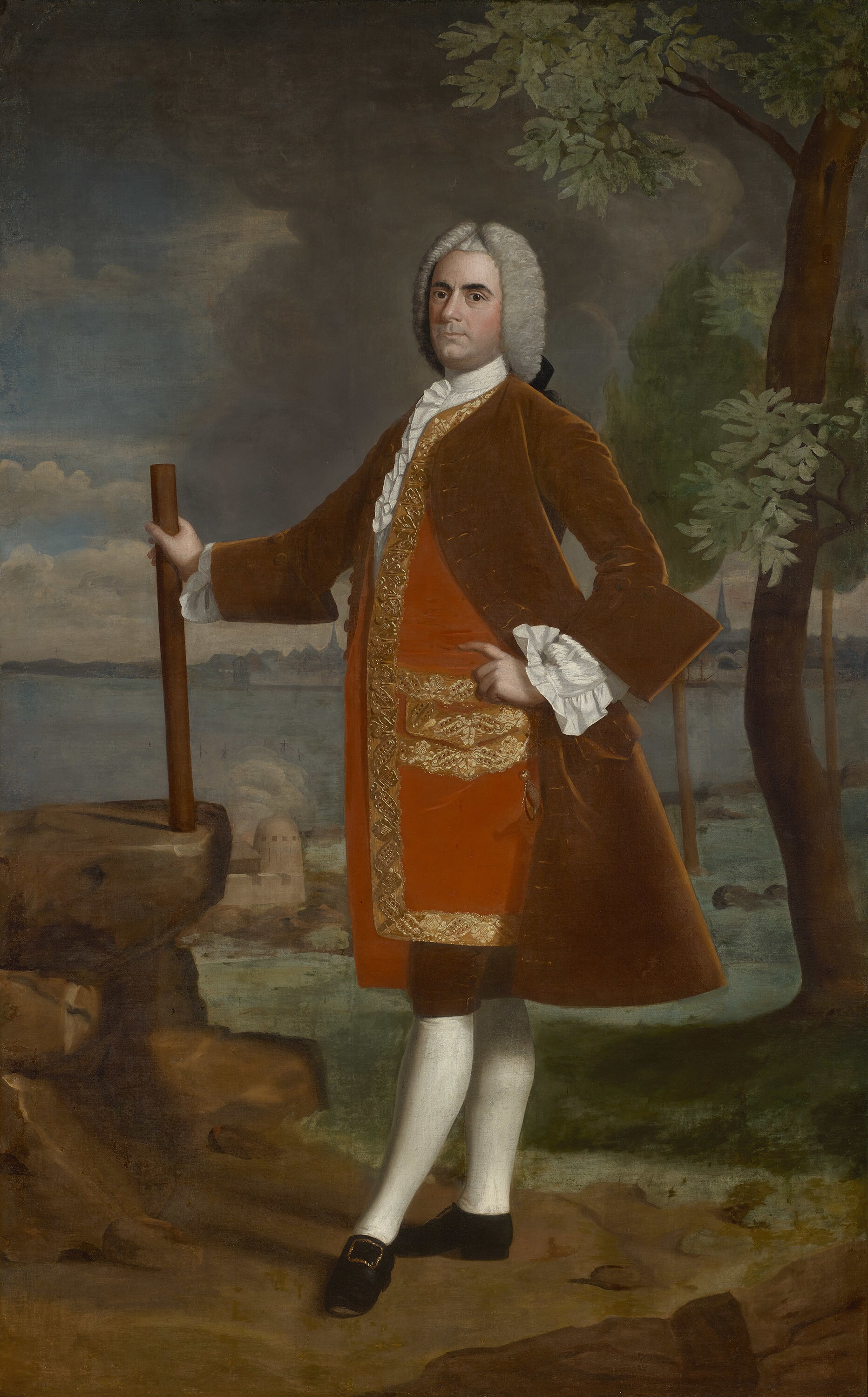
Samuel Waldo, wohlhabender Geschäftsmann aus Massachusetts mit erheblichem Interesse am Holzeinschlag, beanstandete die Praxis des illegalen Holzeinschlags auf Kronländern, welche von Belcher während seiner Amtszeit als Gouverneur toleriert wurde.

Ab 1736 begannen Vertreter vieler politischer Gegner Belchers, in eine einheitliche Opposition in London zusammenwachsen. William Shirley, der eine lukrative Position suchte, sandte seine Frau nach London, damit sie in seinem Namen für ihn warb. Sie machten gemeinsame Sache mit Samuel Waldo, einem wohlhabenden Holzhändler, dessen Bezugsverträge mit der Royal Navy durch den illegalen, von Belcher tolerierten Holzeinschlag geschädigt wurde. David Dunbar trat als Vizegouverneur im Jahr 1737 zurück und reiste nach London, wo er eine Dokumentation der Abholzung vorlegte. Diese Kräfte vereinigten sich mit Thomlinson in dem Bemühen, den Ersatz von Belcher zu organisieren, vorzugsweise mit Shirley in Massachusetts und Benning Wentworth in New Hampshire.
Die Lage wurde im Jahr 1739 aufgrund der Politik Londons und einer Währungskrise in Massachusetts komplizierter. Belcher war befohlen worden, die Rücknahme einer großen Menge Papiergeldes aus Massachusetts im Jahr 1741 durchzuführen und das Recht, dies zu erreichen, wurde vom Board of Trade zurückgewiesen, dies führte zur Einführung von Konkurrenzbanken in der Provinz. Eine Fraktion dominiert durch Grundbesitzer schlug eine Landesbank vor, während Kaufleute eine Bank haben wollten, die Silver-Backed-Paper ausgeben würde. Diese  im Jahr 1741, als ein Gesetz verabschiedet wurde, das den 1720 erlassenen Bubble Act erweiterte, welches unbekannte Unternehmen in den Kolonien nicht erlaubte. Wahrscheinlich war die Gesetzgebung durch John Thomlinson begünstigt worden.
Während die Krise in Massachusetts aufkochte, setzte der aufstrebende Duke of Newcastle den Premierminister Robert Walpole erfolgreich unter Druck, damit dieser im Jahr 1739 Spanien im War of Jenkins’ Ear den Krieg erklärte. Es war Teil der Kriegsstrategie, die Kräfte der Provinz in Operationen gegen spanische Geschäftstätigkeit auf den Westindischen Inseln einzusetzen. Belcher, von dem erwartet worden war, etwa 400 Männer anzuwerben, versprach 1000 Männer, war jedoch nur in der Lage, etwa 500 Männer in Massachusetts und nicht mal 100 Männer, wie er es für New Hampshire versprochen hatte, anzuwerben. Zum Teil war das auf die Zurückhaltung der Kompanien zurückzuführen, ohne Zusicherungen einer Bezahlung oder Ausrüstung in die Karibik zu reisen. Belcher, in Ausübung der Finanzagenda, widerrief Rechnungen, um eine Emissionswährung einzuführen, die aufgerufen wurde, um damit die Miliz zu finanzieren.
Die genauen Gründe für die Entlassung Belchers, haben als wiederkehrendes Thema wissenschaftliche Interessen, aufgrund der vielen Kräfte, bei denen koloniale, imperiale und politische Faktoren eine Rolle spielten. Zwei Hauptthesen innerhalb dieser Analysen sind der Erwerb vieler lokaler Feinde Belchers und die Idee, dass eine imperiale Regierung in London schließlich seine Ablösung forderte. Bevor dieses im Jahr 1739 thematisiert wurde, waren die meisten Bemühungen, Belcher zu stürzen, gescheitert: Belcher selbst notierte in dem Jahr, dass der Krieg, in den er verwickelt wurde, ähnlich war wie immer in den vergangenen 9 Jahren. „der Krieg in den ich gezogen wurde, geht weiter in gleicher Weise weiter wie in den vergangenen 9 Jahren.“ („the warr I am ingag'd in is carrying on in much the same manner as for 9 years past.“)
Der Historiker Stephen Foster stellt ferner fest, dass jemand so mächtig wie Newcastle zu dieser Zeit, in der Regel viel wichtigere Themen hatte, mit denen er sich befassen musste, als mit der Schlichtung der Kolonialpolitik. In diesem Fall überwogen jedoch imperiale und koloniale Überlegungen über die Notwendigkeit, dass Massachusetts eine vorgesehene signifikante Anzahl von Truppen für die von Newcastle vorgesehene Expedition auf die Westindischen Inseln stellte. Im April des Jahres 1740 eröffnete Newcastle Shirley die Gelegenheit, um vor dem Hintergrund der politischen Schwierigkeiten Belchers zu beweisen, dass er effektiver Truppen als der Gouverneur ausheben könne.  Shirley war daher konsequent in der Rekrutierung tätig, hauptsächlich außerhalb Massachusetts, wo Belcher zuvor seine Hilfsangebote abgelehnt hatte, da er verstand, was passierte und überschwemmte Newcastle mit Dokumentationen seiner Erfolge, während Belcher durch die Bankenkrise in Anspruch genommen wurde. Newcastle reichte dies weiter an Martin Bladen, dem Secretary to the Board of Trade und einem bekannten Gegner Belchers. Das Board of Trade entschied auf Grundlage dieser Beweise, dass Belcher ersetzt werden müsse. Im April 1741 ernannte das Privy Council William Shirley zum Gouverneur von Massachusetts und die Ernennung Benning Wentworth zum Gouverneur von New Hampshire erfolgte im Juni.

## Gouverneur von New Jersey

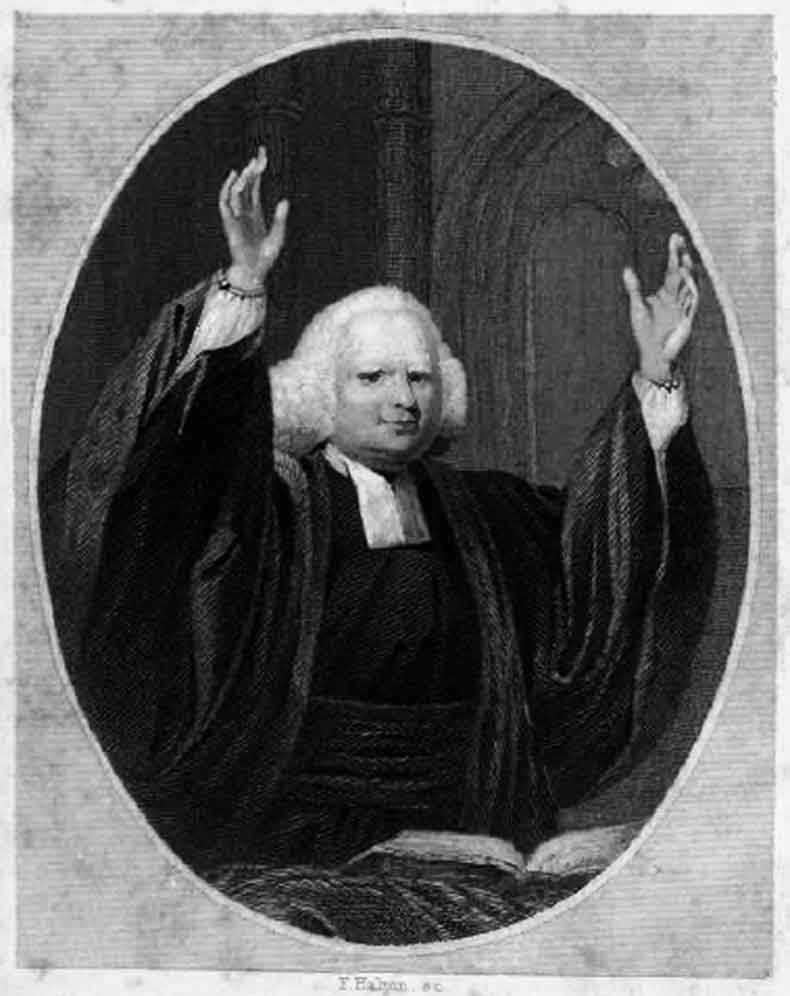
Belcher wurde von der Theologie und den Predigten mehreren calvinistischer Geistlicher beeinflusst, darunter George Whitefield (hier abgebildet), der mit dem der Bewegung First Great Awakening assoziiert wurde.

Die Tatsache, dass er von Shirley verdrängt worden war, war eine Überraschung für Belcher. Er hatte erwartet, dass er das Gouverneursamt in New Hampshire verlieren würde, war jedoch schockiert, als die Nachricht von Shirleys Ernennung eintraf. Nach Shirleys Amtseinführung zog sich Belcher auf sein Anwesen in Milton zurück. Scheinbar unruhig und in Finanznöten äußerte er schwaches Interesse an der Möglichkeit einer Ernennung in einer anderen Kolonie und im Jahre 1743 reiste er nach einem Halt in Dublin, bei dem er seinem Sohn Jonathan Jr. besuchte, nach England. Als er in London ankam, schloss er sich den gesellschaftlichen Kreisen der Kongregationalisten und der Quäker-Gemeinschaften an. Bei letzterer befand sich, unter weiteren einflussreichen Mitgliedern, auch sein Schwager Richard Partridge und er sprach in der Hoffnung auf eine andere Position mit den Kolonialverwaltern. Er blieb drei Jahre in London, bis ihn im Jahr 1746 die Nachricht erreichte, dass der Gouverneur der Province of New Jersey, Lewis Morris gestorben sei. Da in New Jersey Quäker starken politischen Einfluss hatten, begann er sofort mit der Mobilisierung von Unterstützern in der Londoner Quäkergemeinde, die ihn in dem Bestreben um diese Funktion unterstützte. Durch diesen Einsatz konnte er sich das Amt sichern, bevor Agenten für Morris Sohn Robert Hunter Morris Zeit hatten, ihre Bemühungen um das Amt zu organisieren.
Er diente als Kolonialgouverneur New Jerseys von 1747 bis zu seinem Tode im Jahr 1757. Ein Jahr nach seiner Ankunft in Burlington, der damaligen Hauptstadt, heiratete er in zweiter Ehe Luise Teale, eine Witwe, die er in London im September 1748 kennen gelernt hatte. Die politische Situation, in die er kam, war sehr verbittert, es hatte bereits in den vorhergehenden Jahren Kämpfe und weit verbreitete Differenzen bezüglich Ländereien zwischen den Grundbesitzern, die das Provincial Council kontrollierten, und Farmern und Pächtern, die die Assembly kontrollierten, gegeben. Die meisten Gesetze seit 1744 ergingen aufgrund der Unfähigkeit der Assembly, des Rates und des Gouverneurs, diese Differenzen zu lösen. Die selbstherrlichen Maßnahmen des Gouverneurs Morris zur Unterstützung der Landbesitzer hatten die zuvor geteilten populistischen Parteien gegen ihn und den Rat vereinigt.
Die Provinz war auch ein ländlicher Flickenteppich aus verschiedenen Kulturen und Religionen, im Gegensatz zu den dominierenden Engländern und Kongregationalisten New Englands. Elizabethtown in der Nähe von New York, war stark von evangelikalen Christen besiedelt, unter ihnen Reverend Aaron Burr. Belcher wurde dort freundlich aufgenommen. Er nahm regelmäßig an Gottesdiensten teil und wurde von Predigern beeinflusst, unter ihnen George Whitefield und Jonathan Edwards, beide Anführer der First Great Awakening. Mit diesen unterhielt er auch Schriftwechsel.

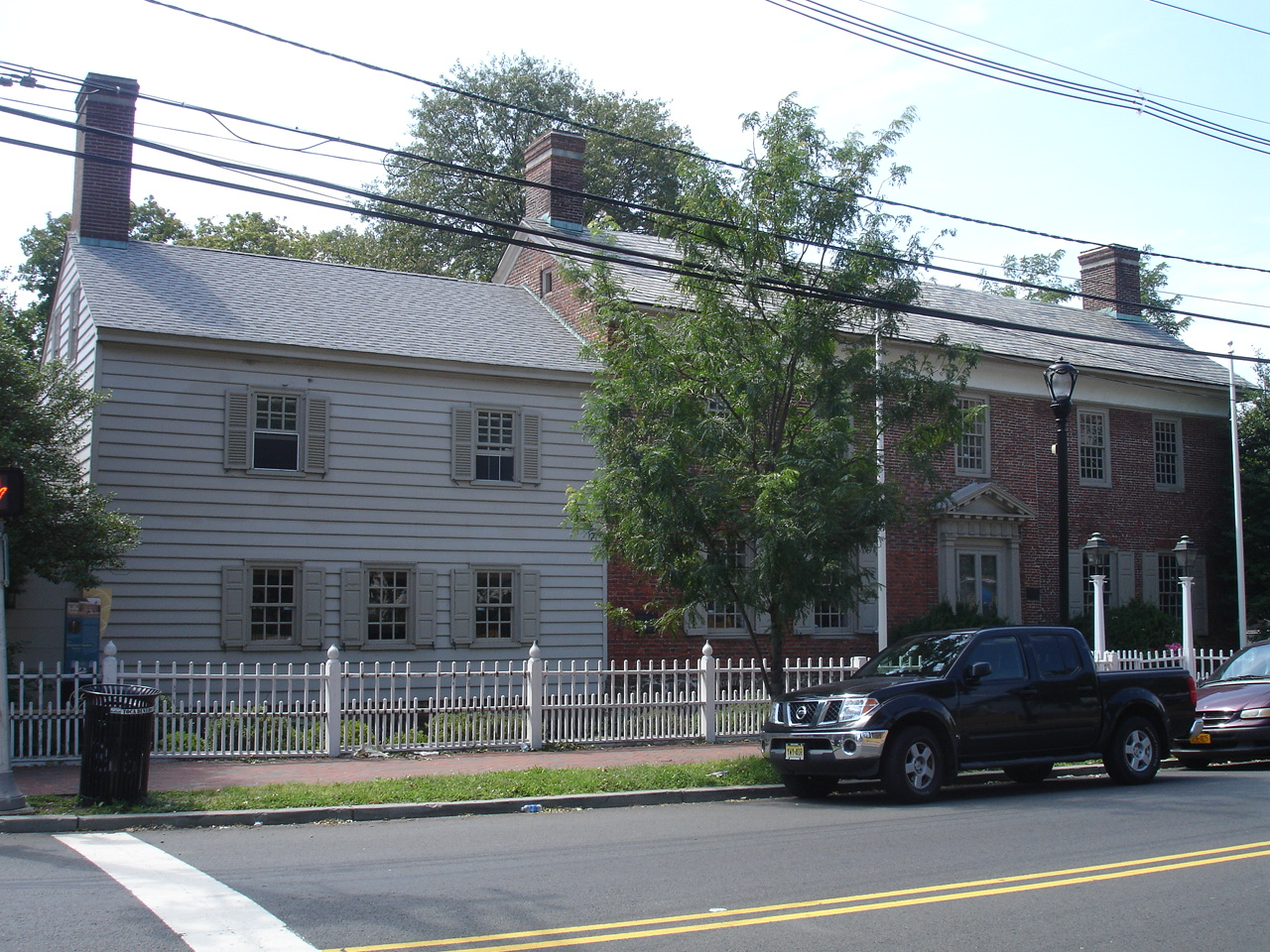
Aufgeführt im National Register of Historic Places ist das Belcher-Ogden House in Elizabeth, New Jersey, der Sitz des Gouverneurs der Kolonie New Jersey

Obwohl Belchers Ankunft einiges Wohlwollen auslöste, resultierend aus den Banknoten, um die Regierung zu finanzieren und die Beschäftigung mit laufenden Fälschungen der kolonialen Papierwährung, tauchten bald Spaltungen längs derselben Schnittlinien auf. Belcher war der Meinung, dass die Landfrage durch Verhandlungen zwischen den Parteien gelöst werden sollte und versucht, eine Position als neutraler Schiedsrichter des Rechtsstreits zu erreichen. Da er durch antiproprietäre Interessen ins Amt befördert worden war, weigerte er sich vor der bedingungslosen Unterstützung des Rates in Richtung zu proprietären Interessen, auch erhielt er wenig Unterstützung durch die Assembly. Da die Assembly und der Rat geteilt waren, über die Frage, wie unerschlossene Grundstücke, welche die Landbesitzer in großen Mengen besaßen, zu besteuern wären, befand sich die Regierung zwischen 1748 und 1751 in einem finanziellen Engpass.
Eine umstrittene Angelegenheit, die Belcher regeln konnte, war die Gründung des College of New Jersey, der heutigen Princeton University. Das College wurde von Evangelikalen Presbytern aus New Jersey geführt, mit denen Belcher religiöse Vereinbarungen treffen konnte. Allerdings hatten Anführer der Quäker und die Landbesitzer große Vorbehalte gegenüber den Ansprüchen der Presbyterianer, eine Charta für die Schule zu verfassen, dies mit der Begründung, dass das als ein Vehikel für die Umerziehung ihrer Kinder verwendet werden sollte und Gouverneur Morris hatte sich geweigert, eine zu gewähren. Nach dessen Tod gewährte der Präsident des Councils, John Hamilton, einvernehmlich handelnd mit Belchers die Charta. Die Gegner des Colleges übten auf Belcher Druck aus, die Charter zu widerrufen. Er jedoch nahm das als Grund, die Hochschule zu unterstützen und erwirkte beim Vorstand eine Vielfalt von religiösen Ansichten zuzulassen. Als die erste Gebäude im Jahre 1754 errichtet wurden, wollte der Vorstand der Hochschule diese nach Belcher benennen, aber er zögerte und zog vor, dass sie zu Ehren König Williams benannt wurden, der aus dem Niederländischen Haus Oranien-Nassau stammte. Das Gebäude, welches noch immer vorhanden ist, ist als Nassau Hall bekannt. Er unterstützte ebenfalls die Errichtung einer Bücherei, welcher er seine persönliche Büchersammlung vermachte. Bis zum Siebenjähriger Krieg in Nordamerika, der im Jahr 1754 ausbrach, blieb die Regierung geteilt. Danach brachten die Anforderungen an die Unterstützung der militärischen Aktion einige Einheit. Die Assembly lehnte eine Erhöhung der Finanzierung der Miliz im Jahre 1755 ab, weil sich Belcher weigerte, die Emission von zusätzlichen Banknoten zu genehmigen. Sie stimmten später Forderungen nach mehr Sicherheit zu, aber zögerten, die Miliz für Maßnahmen außerhalb der Provinzgrenzen zu unterstützen. Die Mitglieder der Versammlung beklagte auch, dass ihre Sitzungen zu häufig in Elizabethtown stattfanden, dies vor allem wegen der schlechten Gesundheit Belchers.
Die meiste Zeit seiner Amtszeit in New Jersey war Belcher krank, er litt an einer fortschreitenden Lähmung. Im Sommer 1751 zog er von Burlington nach Elizabethtown in der Hoffnung, dass sich seine Gesundheit bessern würde, jedoch erfüllte sich diese Hoffnung nicht. Manchmal waren seine Hände gelähmt, dann musste seine Frau für ihn schreiben. Er starb in seinem Haus in Elizabethtown am 31. August 1757. Er wurde nach Massachusetts gebracht und in Cambridge bestattet.

## Persönliches

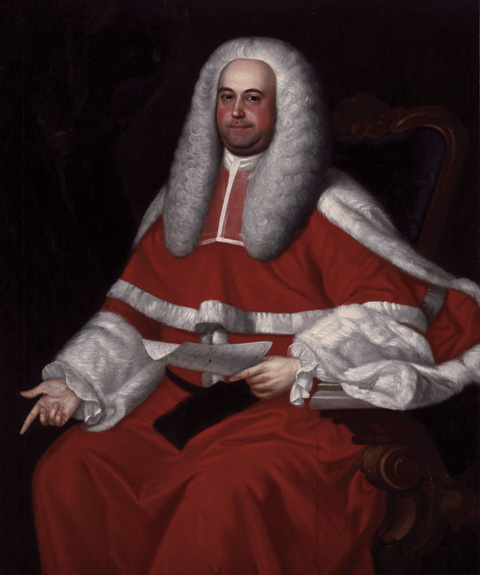
Belchers Sohn Jonathan Belcher

Belchers jüngster Sohn Jonathan wurde zum Chief Justice des Nova Scotia Supreme Court ernannt und war Vizegouverneur von Nova Scotia. Sein anderer Sohn Andrew führte das Geschäft der Familie weiter und wurde außerdem in das Governor's Council von Massachusetts gewählt. Belcher hatte mit seiner zweiten Frau Louise keine Kinder, wirkte jedoch auf seinen Sohn Andrew ein, Louises Tochter aus erster Ehe zu heiraten. Belcher war der Onkel des späteren Vizegouverneurs von Massachusetts Andrew Oliver und Massachusetts Superior Court of Judicature Chief Justice Peter Oliver, zudem war er der Ururgroßvater des britischen Admirals Edward Belcher.
Belcher hatte den Ruf, eine abrasive Persönlichkeit zu sein, etwas, von dem Zeitgenossen sagten, dass dies die Spaltungen in New Jersey beförderte. Der Historiker Robert Zemsky schrieb über Belcher:

[He] was almost a caricature of a New England Yankee: arrogant, vindictive, often impetuous despite a most solemn belief in rational action and calculated maneuver.

„[Er] war fast wie eine Karikatur eines New England Yankees: arrogant, rachsüchtig, oft ungestüm trotz feierlichstem Glauben an rationales Handeln und berechnender Manöver“

Als er das Amt des Gouverneurs errang, nahm er potenzielle Angriffe auf seine Macht persönlich und reagierte rachsüchtig in den Versuchen seine Gegner zu zerstören oder zu marginalisieren. In persönlicher Korrespondenz mit Freunden, Familie und Anhängen, verwendete er herablassende Namen, um seine Gegner herabzusetzen und er übte Druck auf die Presse in Boston aus, um eine günstigere Berichterstattung über sich sicherzustellen.

## Erbe
Belchertown, Massachusetts wurde nach ihm benannt. Sein Haus in Elizabethtown überstand die Zeit und ist heute im National Register of Historic Places als das Belcher-Ogden House aufgeführt. Es befindet sich im Belcher-Ogden Mansion-Price, Benjamin-Price-Brittan Houses District. Belchers Sommerhaus in Milton, Massachusetts, wurde durch ein Feuer im Jahr 1776 zerstört. Einige Teile davon könnten ihre Ersetzung überlebt haben, als durch seine Witwe das heute als Belcher-Rowe House bekannte Gebäude errichtet wurde. Auch dieses Haus ist im National Register aufgeführt.